# Kuștanovîțea, Muncaci
Kuștanovîțea (în ucraineană Куштановиця) este un sat în comuna Verhnii Koropeț din raionul Muncaci, regiunea Transcarpatia, Ucraina.

## Demografie
Componența lingvistică a localității Kuștanovîțea
     Ucraineană (99,08%)
     Alte limbi (0,91%)
Conform recensământului din 2001, majoritatea populației localității Kuștanovîțea era vorbitoare de ucraineană (99,08%), existând în minoritate și vorbitori de alte limbi.